# Данаїс Вінницька (Дана)
Данаїс Вінницька більш відома під псевдонімом Дана (ісп. Danais Winnycka, нар. 28 березня 1939 Україна  — 7 вересня 2003, Тіхуана, Мексика) — аргентинська співачка українського походження, артистка, музикант і духовний лідер, була учасницею рок-гурту Arco Iris з 1968 р. до 2003 р.

## Біографія
Данаїс Вінніцька народилась 28 березня 1939 року в Україні. У молодості емігрувала до Аргентини. Там вона була визнаною моделлю кутюр'є Жана Картьє.
Осівши у Буенос-Айресі, вона приєдналась до гурту підлітків, на кілька років молодших за неї, у яких була рок-група в Ель-Паломарі (містечку у Великому Буенос-Айресі). Потім вони утворили колектив під назвою «Arco Iris». Її вважають однією із засновниць аргентинського року («rock nacional»).
До складу гурту входили Густаво Сантаолалья (гітара та вокал), єгиптянин Ара Токатлян, Гільєрмо Бордарампе (бас), Орасіо Джанелло (ударні) та Дана як «духовний лідер».
Вона познайомила членів «Arco Iris» з містичною, вегетаріанською та громадською атмосферою, яка характеризувала колектив. Вона була визначена як «духовний лідер» гурту, а також співала деякі пісні. Густаво Сантаолалья був закоханий у неї і присвятив їй кілька пісень, серед них «Blues de Dana», яка отримала премію Міжнародного фестивалю біту у Мар-дель-Платі 1970 року.
Музиканти та Дана жили спільно в квартирі, розташованій у мікрорайоні Палермо в Буенос-Айресі, на перехресті вулиць Гондурасу та Бульнес. Дану поважали учасники і фанати гурту, але вона іноді викликала зневагу в деяких інших рок-музикантів, які вважали, що дивно мати жінку як «вчительку», називаючи її «домогосподаркою від рок-музики».
Суворі вимоги, які Дана висувала до громади (заборона м'яса, алкоголю, наркотиків і особливо сексу), призвели до розпаду колективу в 1975 році. Спочатку Густаво Сантаолалья, а потім Бордарампе залишили гурт. Нарешті Дана покинула Аргентину разом з Арою Токатляном, і вони оселились поблизу Лос-Анджелеса (США). Там вони створили власну студію звукозапису, яку вони назвали «Danara», де вони записали кілька альбомів.
На початку XXI столітті Дана захворіла і, вірна своїй натуристській філософії, відмовилася вдаватися до лікування традиційної медицини, переїхала до Тіхуани в пошуках натуральних ліків. Померла 7 вересня 2003 року.